# Староросійський цвинтар
Староросійський цвинтар (крим. Eski rus mezarlıq) — цвинтар у Сімферополі, Автономна Республіка Крим, в Центральному районі. Південно-східна частина це колишній 1-й цивільний цвинтар, північно-західна — 2-й цивільний цвинтар, а в південній частині розташовувалися єврейський та караїмський сектори, що були повністю зруйновані у 1960-х роках при будівництві Сімферопольського вищого військово-політичного училища.

## Опис
Знаходиться між вулицями Об'їзна, Південна та стадіоном «Локомотив».
Закрито для поховань, площа 10.2422 га.
Сьогодні поховання сусідують зі звалищами сміття, розграбованими могилами та зруйнованими будівлями.

## Історія
Міська управа виділила землю під цвинтар у листопаді 1852 року. На цвинтарі були єврейська та караїмська ділянки, також на ньому ховали вірмен та німців-лютеран.
Частина цього цвинтаря існує й у наш час. Початкова його назва: Новий цвинтар, пізніше — Перший цивільний цвинтар. Зараз його називають просто «Старий цвинтар». Довгий час у радянські роки це був головний цвинтар міста. Після знищення старого цвинтаря цвинтар на гірці став найбільш зручним для поховань. Зі спогадів сучасників відомо, що похоронні процесії тих років проходили зазвичай через усю вулицю Кірова, а потім піднімалися вже на гірку до цвинтаря.
На цьому цвинтарі спочивають багато видатних людей: єпископ Таврійський Михайло (Грибановський), знаменитий кримський художник М. С. Самокиш. Поруч із церквою могила Таврійського архієпископа Гурія (Карпова), який керував єпархією з 1867 по 1882 рік.
Біля входу на цвинтар стоїть невелика церква в ім'я Усіх Святих. Церква ця відрізняється простотою архітектурних форм. Храм побудований в класичному стилі: прямокутна в плані будівля, витягнута зі сходу на захід, з напівкруглою апсидою і куполом, що височить у центрі. Єдина прикраса церкви — дзвіниця, розташована у західній частині будівлі. Її отвори оформлені арками, кути — капітелями. Над входом до церкви — трикутний фронтон. У розписі Всехсвятської церкви брав участь академік М.Самокіш (1860—1944). Церква була побудована коштом купця В. Б. Масленникова та освячена 14 червня 1864 року в ім'я Успіння Святої Праведної Анни. Іконостас узяли з Олександро-Невського собору, до якого була приписана церква. У цвинтарній церкві відспівували та поминали померлих. Згодом змінилася її назва, вона стала називатися церквою Усіх Святих.
1985 року у зв'язку з прокладанням шосе на Севастополь цвинтар закрили, а прах священників перепоховали біля Всесвятської церкви. Коли рили могилу, несподівано натрапили на порожній склеп, ніби спеціально призначений для їхнього упокою. Тут же знаходилося поховання архієпископа Луки (Войно-Ясенецького), його святі мощі нині у Свято-Троїцькому жіночому монастирі.
Цвинтар також не уникнув руйнувань. У 1960-х роках тут розпочали будівництво Сімферопольського вищого військово-політичного училища. Частину цвинтаря знесли під час будівництва стадіону. Під потреби училища хотіли також забрати території під довколишніми будинками, але в результаті вирішили не турбувати живих і всі свої будівлі розташували на частині території цвинтаря. Під училище пішли караїмський сектор, частини єврейського та православного секторів некрополя.
Училище закрили 1996 року, а територію поділили між різними установами. У результаті на кістках пращурів зараз розташований стадіон та будинок Індустріально-педагогічного університету.
Дослідники називають це справжньою втратою і не можуть з нею змиритися. Загубилися деякі могили, які були б цікавими для історії міста. Звичайно, частина поховань за ДОСААФом та стадіоном «Локомотив». залишилися, але й ті у жахливому стані.
У 2011 році частину могил радянських воїнів було знищено під час будівельних робіт зі сторони сталіону «Локомотив».

## Відомі поховання
- М. С. Самокиш — український художник-баталіст
- Таврійський архієпископ Гурій (Карпов)
- Єпископ Таврійський Михайло (Грибановський)
- Рухадзе Зоя Матвіївна — комсомолка, учасниця сімферопольського підпілля в роки німецько-румунської окупації
- Лихий Іван Миколайович — радянський військовик, учасник Другої світової війни, Герой Радянського Союзу (1944)
- Братська могила членів підпільної групи «Сокіл»
- Братська могила радянських воїнів та партизанки Л. І. Вовченко
- Могила І. В. Гекало, комісара вогневої бригади 51-ї дивізії
- Могила партизана Ф. М. Мельникова
- Могила підпільника Л. Г. Тарабукіна
- Могила радянських воїнів майора І. В. Сидорова та майора О. Є. Міщенко
- Могила старшини 2-ї статті, санінструктора Є. Ф. Дерюгіної
- Могила підполковника М. С. Модіна
- Могила підпільника В. Б. Сергєєва
- Могила підпільника В. В. Дацуна
- Могила підпільника Г. А. Тайшина
- Могила підпільника І. І. Носенка

## Галерея

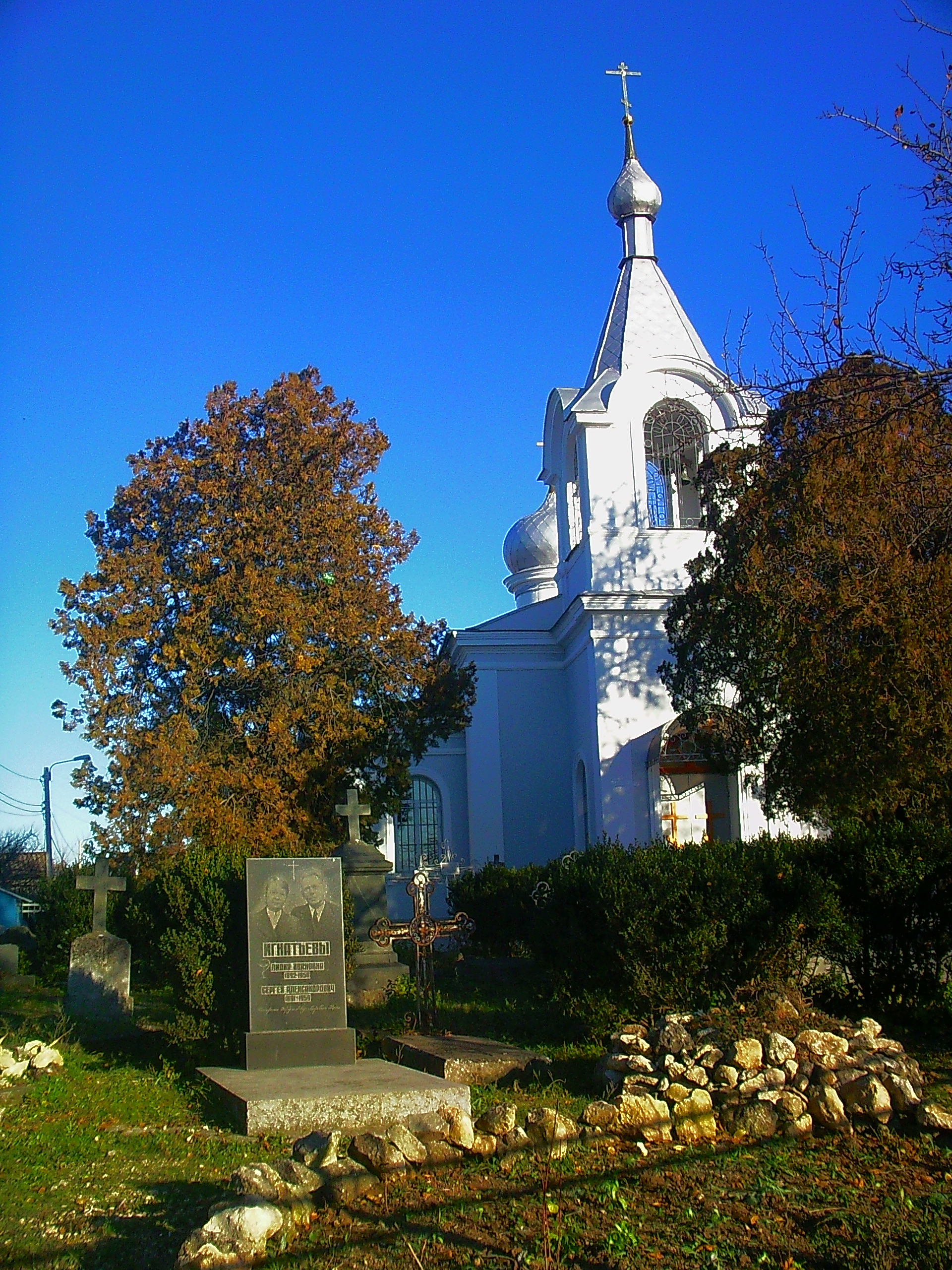
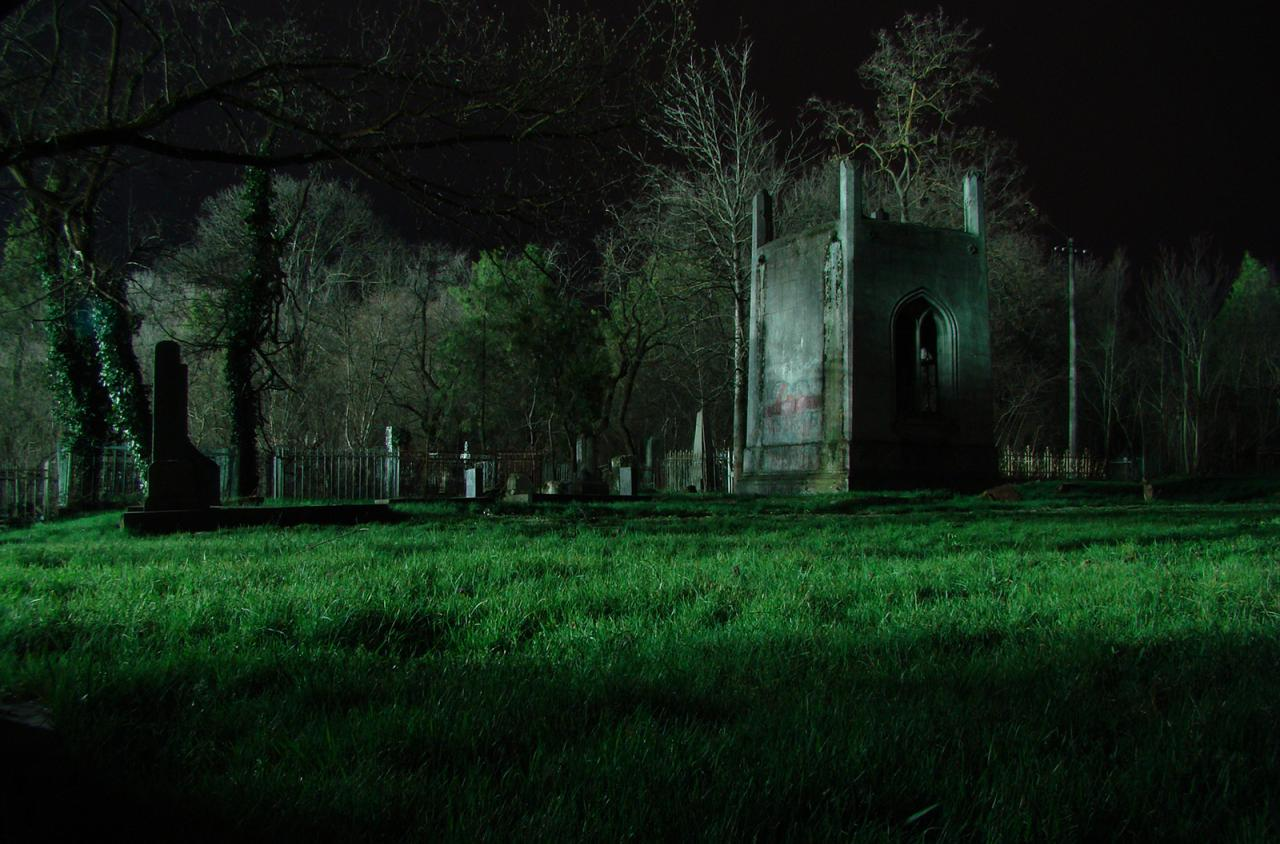
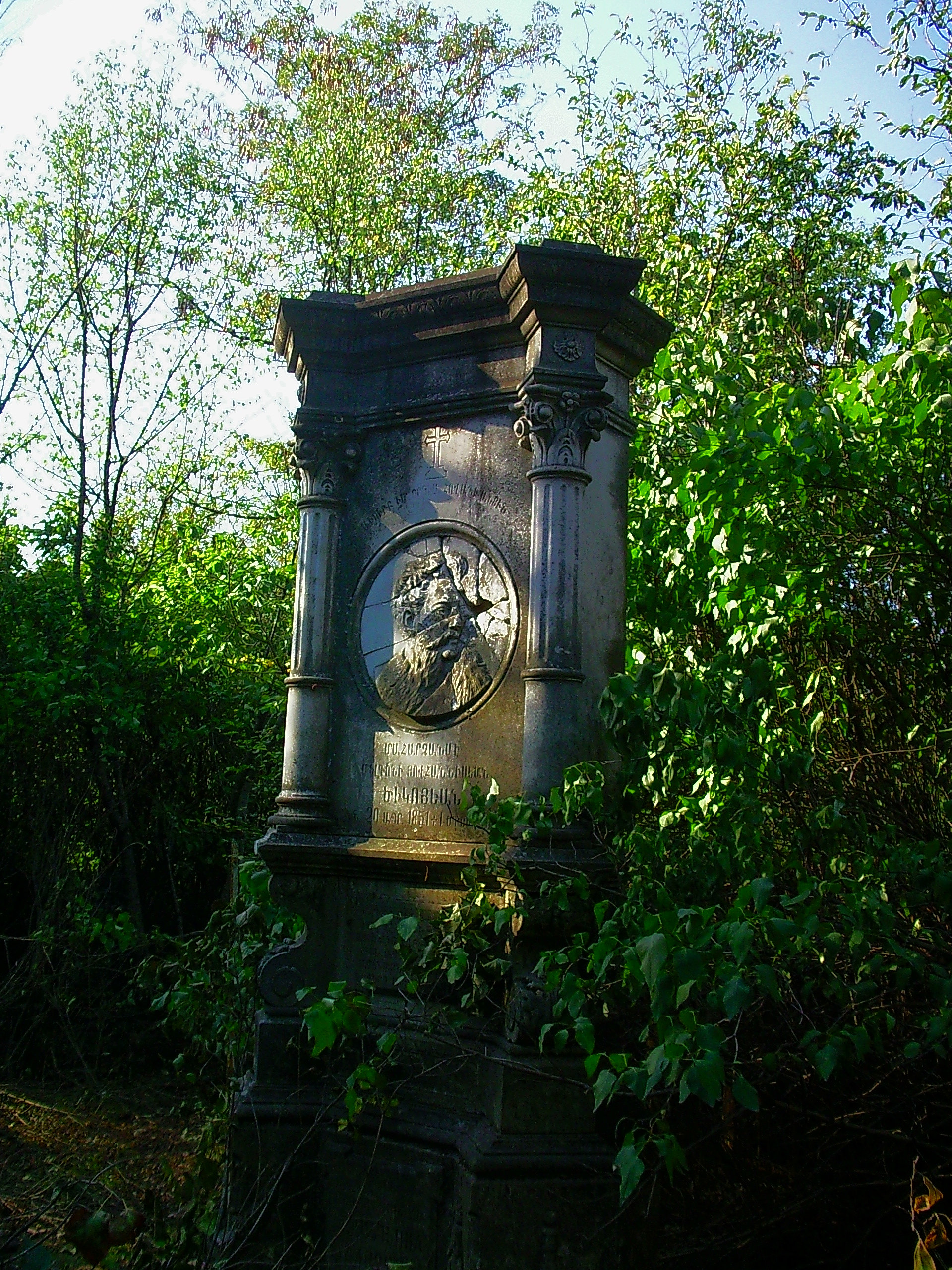
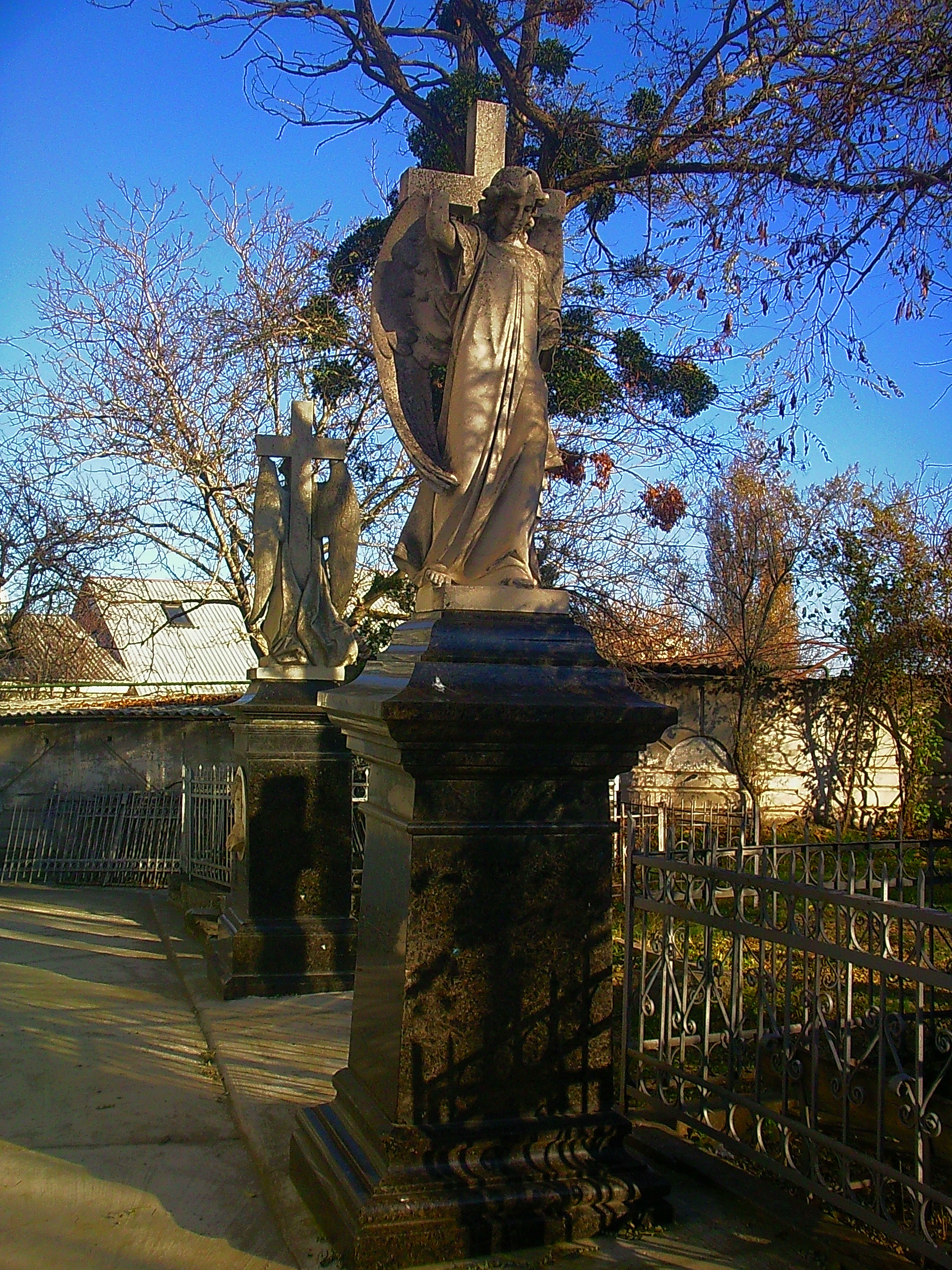
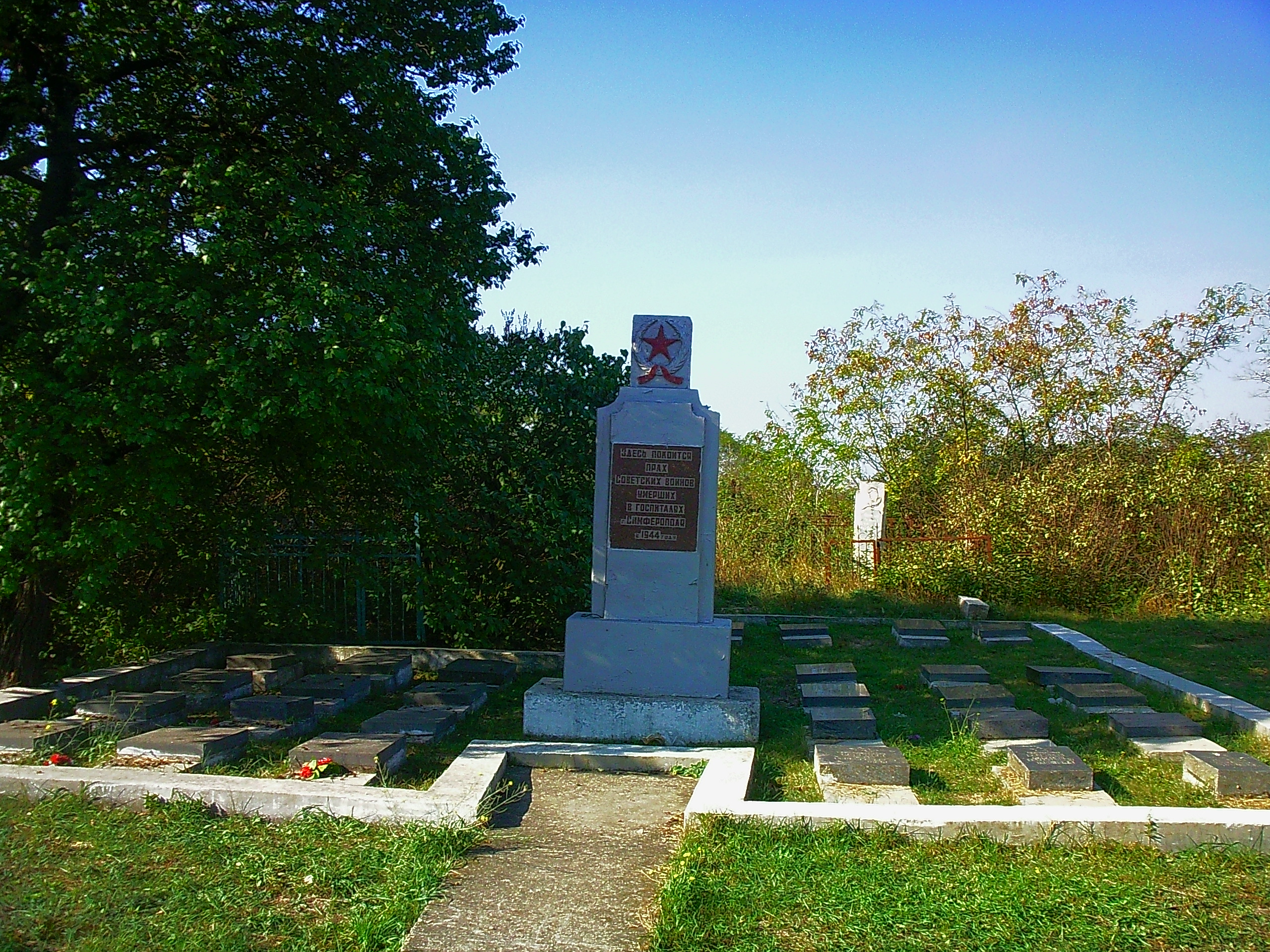
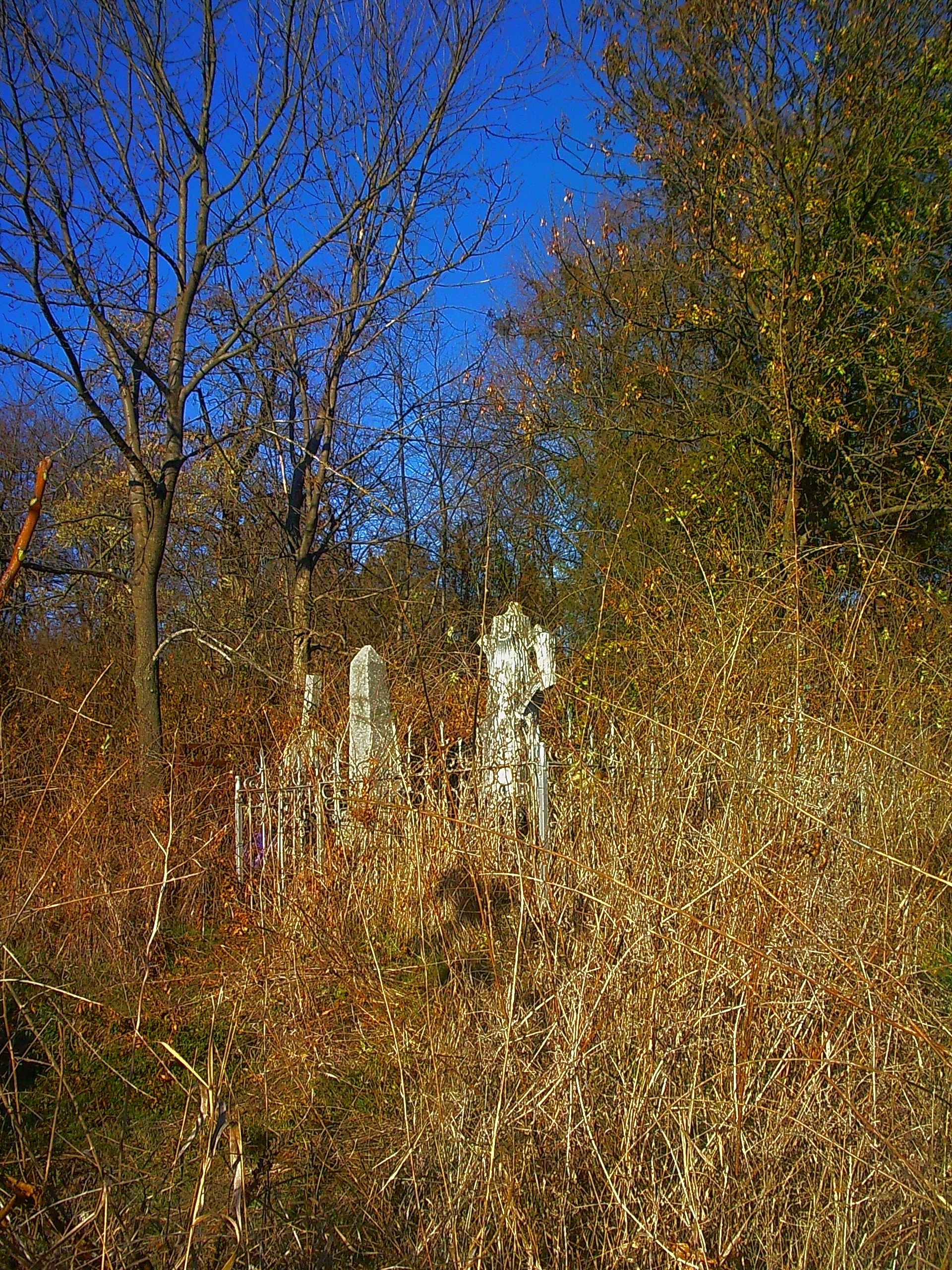
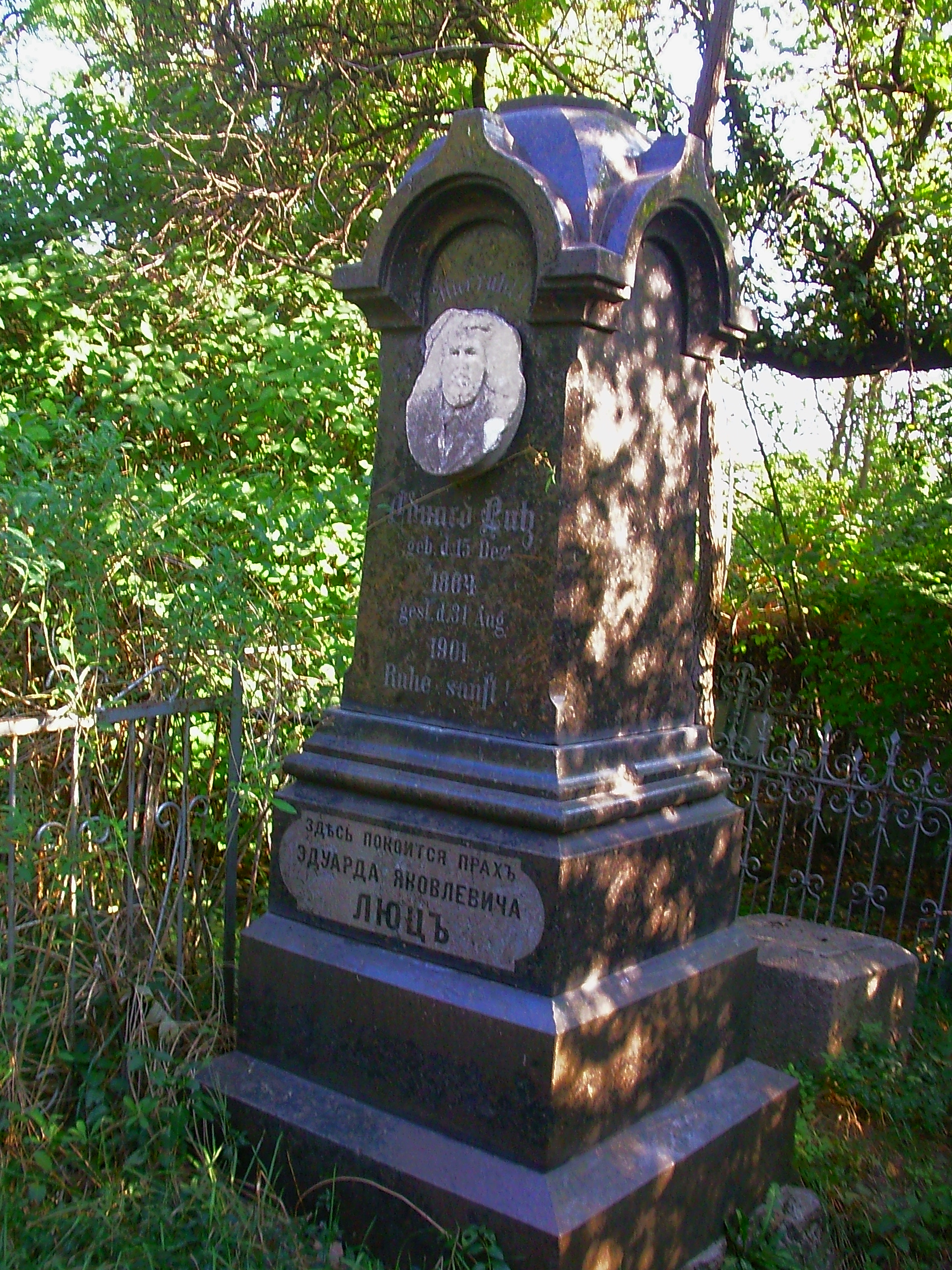
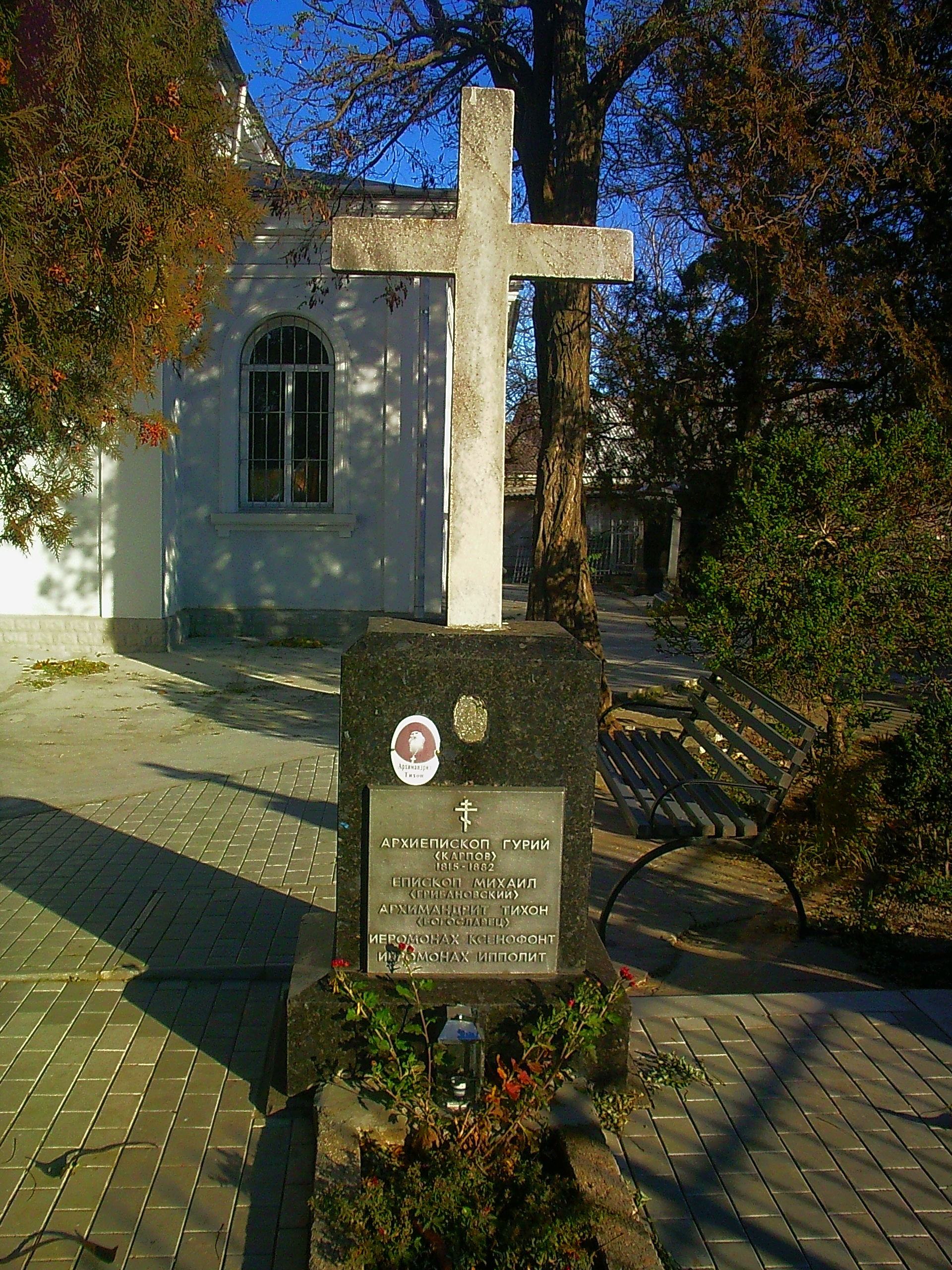
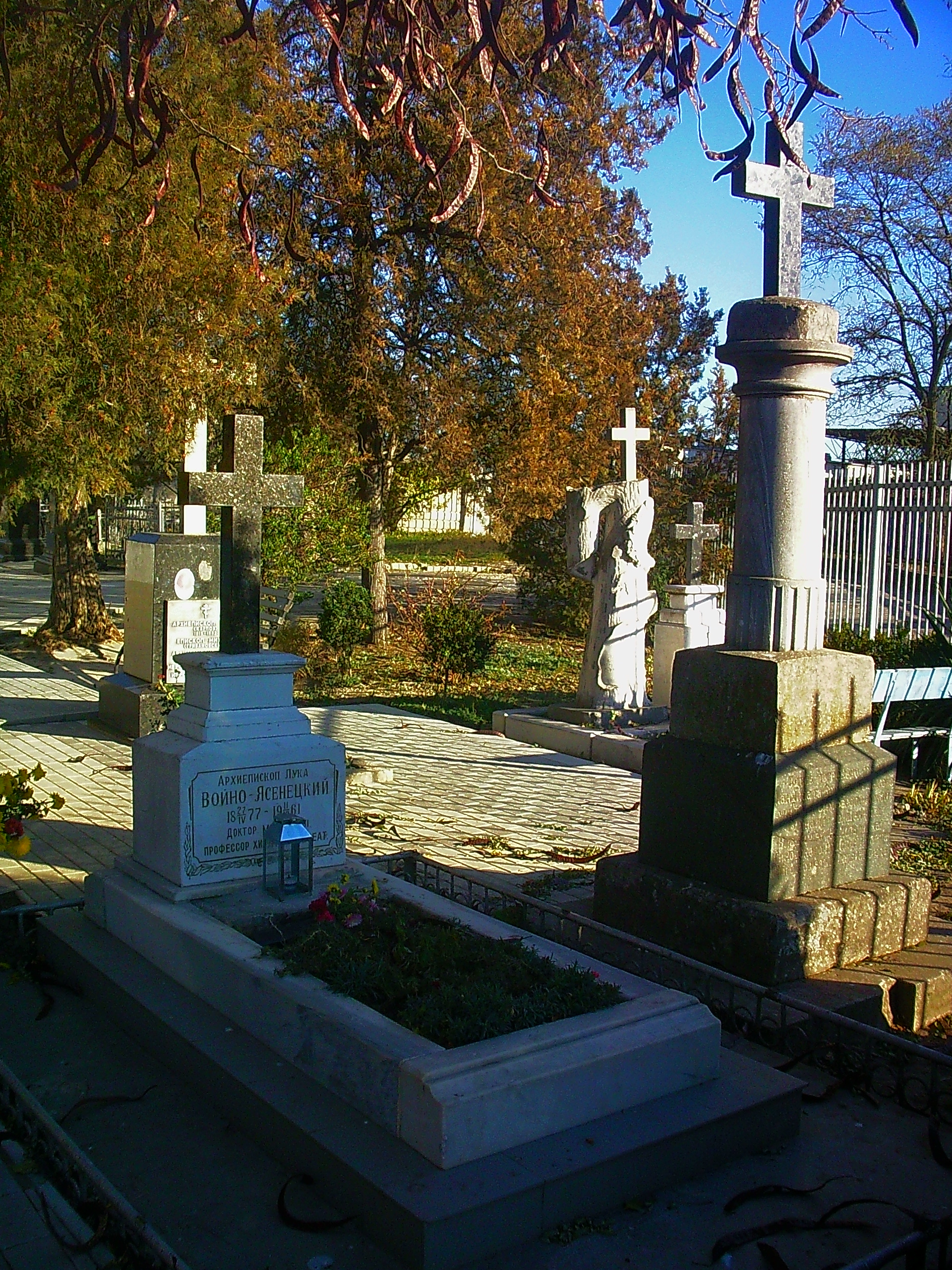
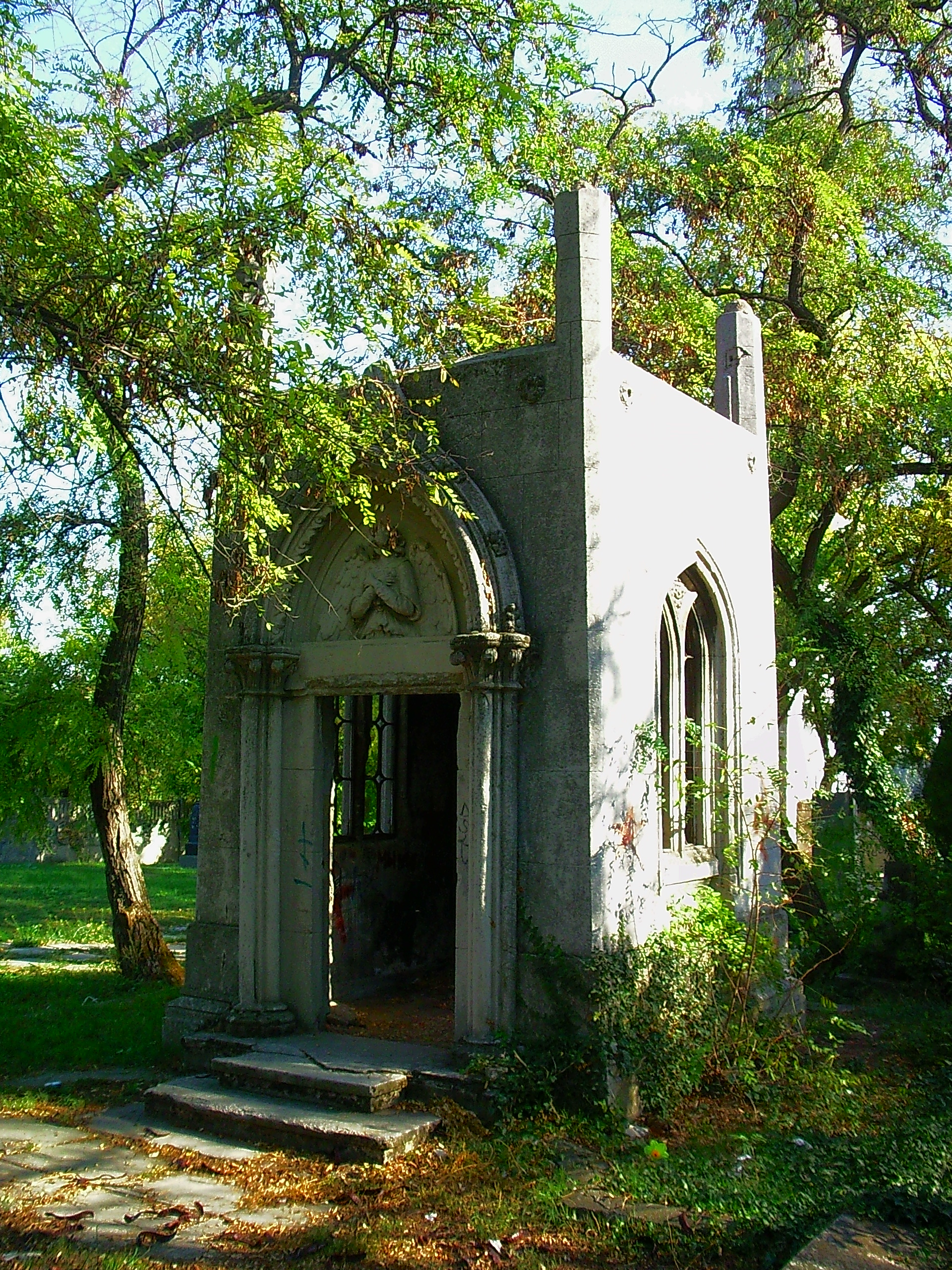
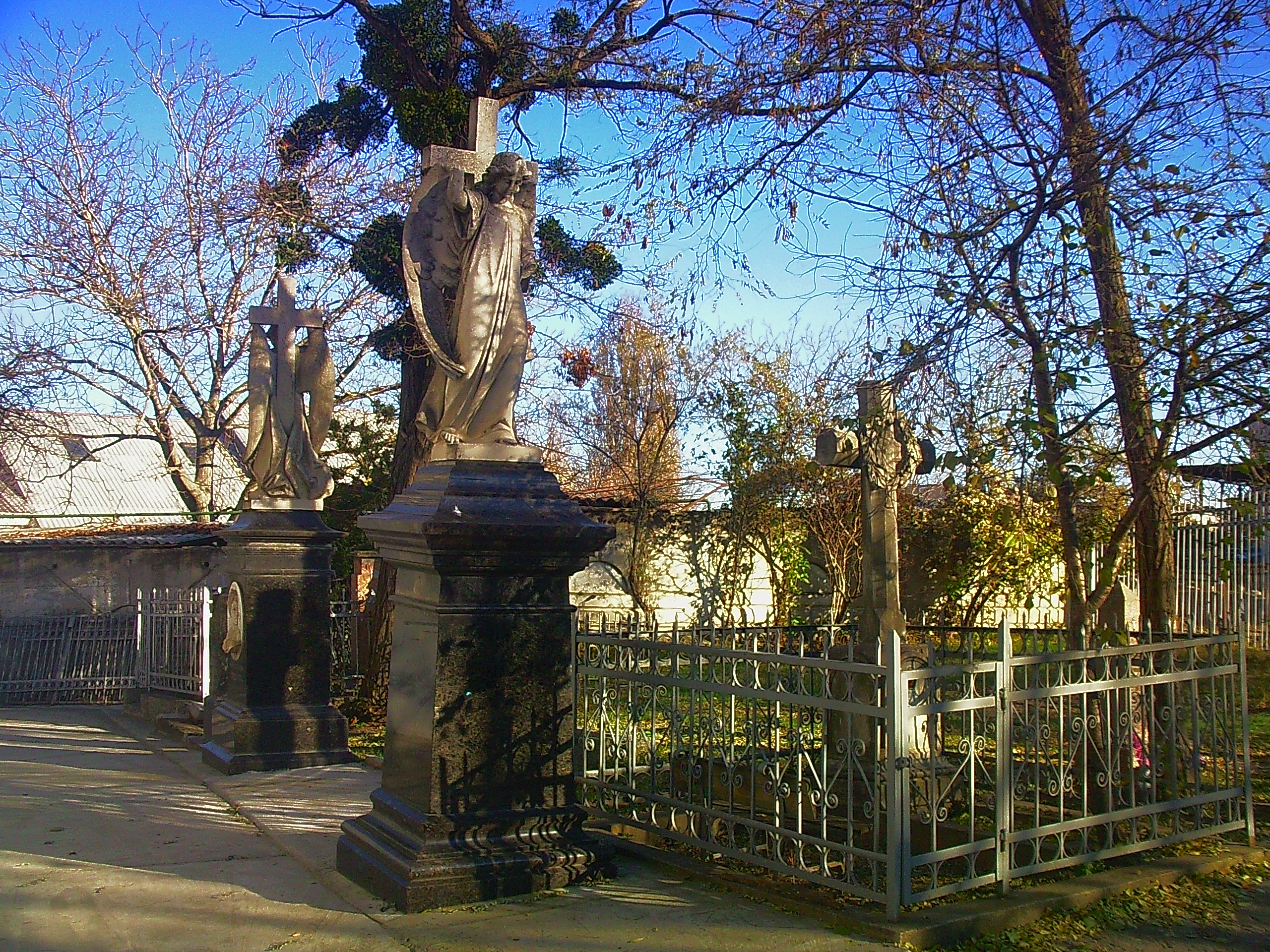